# Jakubkowice
Jakubkowice (niem. Jakobsdorf) – wieś w Polsce położona w województwie dolnośląskim, w powiecie średzkim, w gminie Kostomłoty.

## Podział administracyjny
W latach 1975–1998 miejscowość administracyjnie należała do województwa wrocławskiego.